# 多摩美術短期大学
多摩美術短期大学（たまびじゅつたんきだいがく、英語: Tama Art Junior College）は、東京都世田谷区玉川上野毛町33に本部を置いていた日本の私立大学である。1950年に設置され、1955年に廃止された。

## 概要

### 大学全体
- 東京都世田谷区に所在した[3]日本の私立短期大学[4]で、設置主体は学校法人多摩美術短期大学。
- 短期大学制度が発足した1950年に、3学科[5]かつ入学総定員100名[6]にて設置された、いずれも修業年限3年制となっていた[7][注 1]。キャンパスは、本部である東京都世田谷区のほか、神奈川県川崎市にも置かれていた[9][8]。
- 1952年度の入学生を最後に短期大学から1953年に 多摩美術大学(学長：井上忻治)を設置。

## 沿革
- 1935年 多摩帝国美術学校を現在の東京都世田谷区上野毛に創設する。[10] 今井兼次教授設計の校舎が完成する。[11][12][13][14][15][16]『武蔵野美術大学は1929年に創立。武蔵野美術大学の前身である「帝国美術学校」から多摩美術大学が独立した』と記述されているのは正しくない。[17]
- 1947年 専門学校令による専門学校に昇格、多摩造形芸術専門学校と改称
- 1949年10月 文部省[注釈 2]に短期大学の設置認可に関する申請を行う[18][19]。内容は以下の通り[注 2][20][21][22]。
  - 絵画科 入学定員50名[注釈 3]
  - 造形図案科 入学定員40名[注釈 3]
  - 彫刻科 入学定員10名[注釈 3]
- 1950年
  - 3月14日 左記を以て短期大学の設置が文部省[注釈 2]より認可される[23]。上記の通りと変更なし。
  - 4月1日 左記を以て多摩美術短期大学が上記の学科体制にて開学する[24][25]。
- 1952年 左記年度をもって学生募集を終了とする[注 3]。
- 1955年
  - 3月31日 左記を以て廃止[29]。

## 基礎データ

### 所在地
- 第一校舎（東京都世田谷区玉川上野毛町33[8]）[1]
- 第二校舎（神奈川県川崎市[注釈 1]久本135[8]）

### 年度別学生数

#### 通学課程
| -        | 絵画科   | 造形図案科 | 彫刻科  | 出典   |
| -------- | -------- | ---------- | ------- | ------ |
| 入学定員 | 50       | 40         | 10      | -      |
| 総定員   | 150      | 120        | 30      | -      |
| 1954年   | 男44 女6 | 男26 女6   | 男2 女0 | [ 31 ] |

## 教育および研究

### 組織

#### 学科
- 絵画科 50名
- 造形図案科 40名
- 彫刻科 10名

#### 専攻科
- なし

#### 別科
- なし

#### 取得資格について
- 教職課程が設置されていた[8]。